# (3463) Kaokuen
(3463) Kaokuen es un asteroide perteneciente al cinturón de asteroides, descubierto el 3 de diciembre de 1981 por el equipo del Observatorio de la Montaña Púrpura desde el Observatorio de la Montaña Púrpura, Nankín (China).

## Designación y nombre
Designado provisionalmente como 1981 XJ2. Fue nombrado Kaokuen en honor al ingeniero electrónico y científico británico estadounidense Charles Kuen Kao.